# Andamanblomsterpickare
Andamanblomsterpickare (Dicaeum virescens) är en fågel i familjen blomsterpickare med omdiskuterad artstatus. Den förekommer endast i den indiska ögruppen Andamanöarna.

## Utseende
Andamanblomsterpickaren är en mycket liten (7,5-8 cm), relativt färglös fågel. Ovansidan är bjärt olivgrön med fläckad hjässa. Undertill är den gråaktig på bröstet och gul på buken. Stjärten är glansigt svart. Ansiktet är ljust med ett blekt ögonbrynsstreck. Näbben är kraftig, kort och nedåtböjd.
Fågeln är mycket lik både enfärgad blomsterpickare (D. minullum) och nilgiriblomsterpickare (D. concolor) och det råder inte konsensus om artgränserna dem emellan. Andamanblomsterpickaren har jämfört med dessa annorlunda färgad undersida, där minullum istället är ljust gulgrå.

## Utbredning och systematik
Fågeln förekommer enbart i södra och mellersta Andamanöarna i Bengaliska viken. Arten är nära släkt med både nilgiriblomsterpickare (D. concolor) och enfärgad blomsterpickare (D. minullum). Tidigare betraktades de som en och samma art, och vissa gör det fortfarande. Alternativt urskiljs concolor, medan andamanblomsterpickaren behålls som underart till minullum.

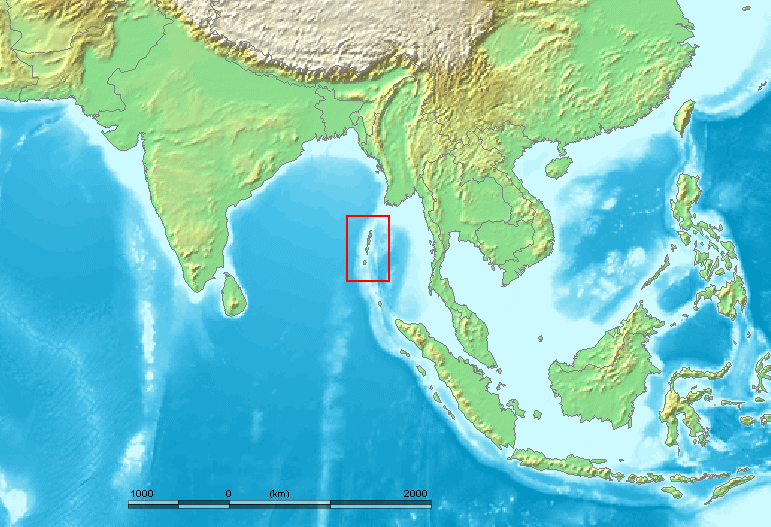
Fågeln är endemisk för Andamanöarna öster om Bengaliska viken.

## Levnadssätt
Andamanblomsterpickaren hittas i skogsbryn och jordbruksbygd, ofta i närheten av mistlar. Den lägger två till tre ägg i ett fickformat bo som hängs från en buske eller ett träd.

## Status
Internationella naturvårdsunionen IUCN urskiljer inte andamanblomsterpickaren som egen art, varför dess hotstatus inte bedömts.